# Bolesław Polkowski
Bolesław Polkowski, ps. Niedźwiadek (ur. 10 sierpnia?/23 sierpnia 1900 w Homlu, zm. 24 maja 1989) – polski działacz harcerski, statystyk, nauczyciel akademicki.

## Życiorys
W 1918 służył w 12 Dywizjonie Artylerii kontrrewolucyjnej armii Aleksieja Brusiłowa. Wziął udział jako ochotnik w wojnie polsko-bolszewickiej w 201 Pułku Artylerii Polowej WP i w załodze pociągu pancernego „Kiliński”, m.in. w obronie Warszawy i bitwie o Grodno. W 1923 zdał maturę w prywatnym gimnazjum Kazimierza Kulwiecia. W 1928 ukończył specjalizację z ekonomii gospodarki i handlu na Wyższej Szkole Handlowej w Warszawie. Do 1930 pracował tam jako asystent. W 1931 uzyskał stopień naukowy doktora. Od 1930 do 1933 pracował w Głównym Urzędzie Statystycznym. W latach 1933–1939 kierował Biurem Statystycznym w Komisariacie Rządu w Gdyni oraz Miejskim Biurem Statystycznego w Gdyni, które sam zorganizował. Kierował opracowaniem pierwszych miejskich roczników statystycznych. Redagował także kwartalnik ekonomiczny Uprawa morza, publikował w piśmie „Krajoznawca”. Od 1934 do 1939 był prezesem Oddziału Morskiego Polskiego Towarzystwa Krajoznawczego. W latach 1935–1939 wykładał geografię gospodarczą świata w Państwowej Szkole Morskiej w Gdyni.
We wrześniu 1939 dowodził kompanią karabinów maszynowych I Gdyńskiego Batalionu Morskiej Brygady Obrony Narodowej w stopniu porucznika. 10 września 1939 w walkach pod Koleczkowem został ranny i dostał się do niewoli niemieckiej. Przebywał w oflagach w Koeningstein i Murnau. W Murnau wykładał ekonomię na tajnym „Uniwersytecie Jenieckim” i Gimnazjum Handlowym. Od 1945 do 1948 pracował w Polskiej Misji Morskiej w Londynie. W lipcu 1948 objął stanowisko naczelnika Wydziału Ekonomicznego Gdańskiego Urzędu Morskiego oraz Katedrę Statystyki Wyższej Szkoły Handlu Morskiego w Sopocie. Po zwolnieniu z obydwu instytucji, w latach 1951–1956 pracował jako urzędnik w Centrali Eksportu Drewna „Paged” w Gdyni. Od 1956 był docentem w Instytucie Morskim w Gdańsku. Zajmował się tam pracą nad „Morskim Rocznikiem Statystycznym” oraz „Zeszytami Statystycznymi Instytutu Morskiego w Gdańsku”. W 1958 został sekretarzem Towarzystwa Przyjaciół Muzeum Morskiego w Gdańsku. W 1968 zainicjował Archiwum Polskich Ludzi Morza. Odszedł na emeryturę w 1972.
Pochowany na cmentarzu Witomińskim w Gdyni (kwatera 50-14-1).

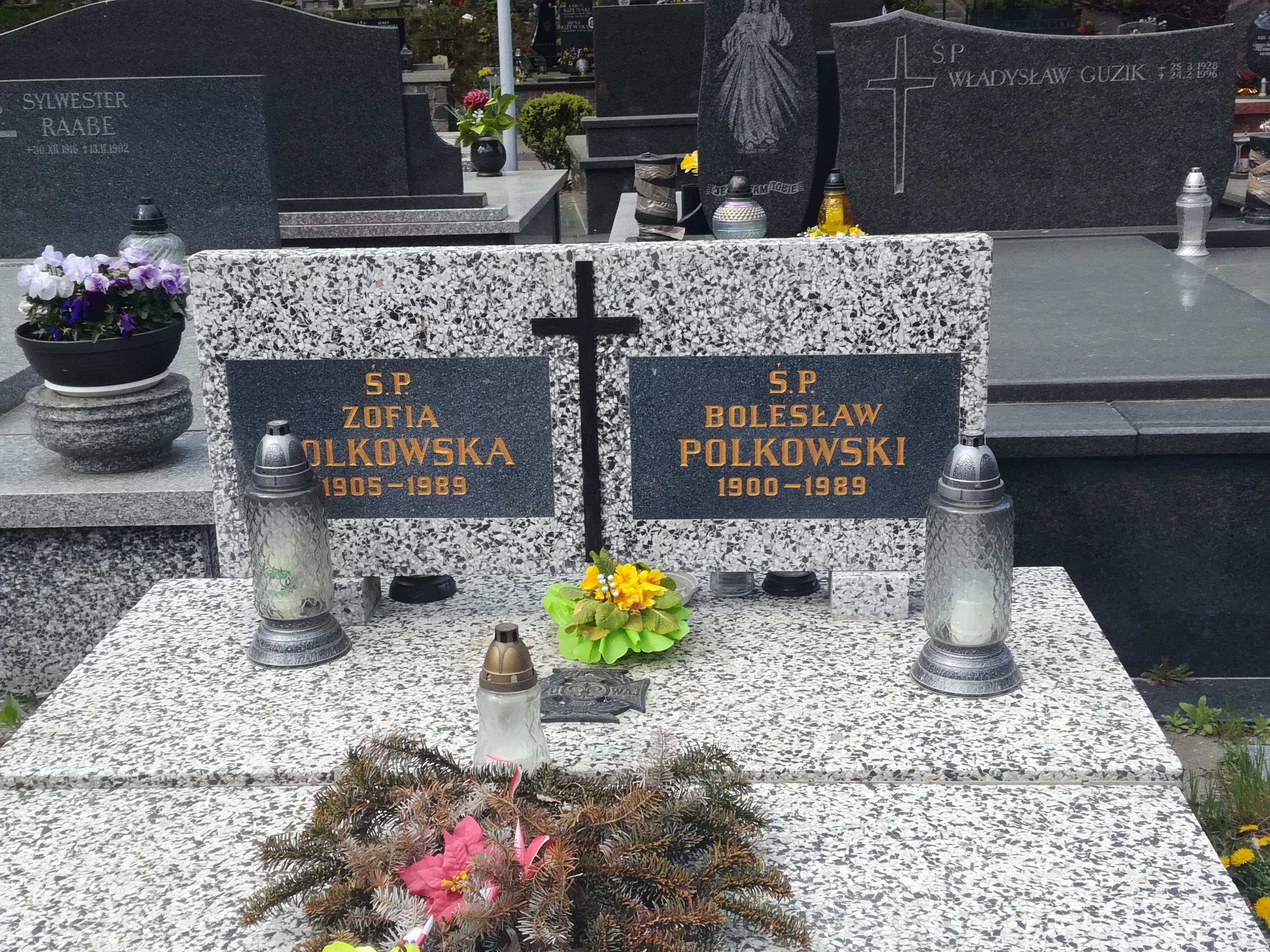
Grób Bolesława i Zofii Polkowskich na cmentarzu Witomińskim

## Działalność w harcerstwie
Wstąpił do harcerstwa w Klińcu koło Czernichowa na Ukrainie w lipcu 1917. W założonej przez ks. Ignacego Skorupkę Drużynie Harcerskiej im. Tadeusza Kościuszki był zastępowym. W 1918 pełnił obowiązki drużynowego I Homelskiej Drużyny Harcerzy im. księcia Józefa Poniatowskiego. W 1920 był zastępca hufcowego w Wadowiczach, w 1921 – członkiem komendy Krakowskiej Chorągwi Harcerzy. od 1922 do 1925 był drużynowym 20 Warszawskiej Żeglarskiej Drużyny Harcerzy im. Andrzeja Małkowskiego. Używał w niej pseudonimu Niedźwiadek. Od 1923 do 1924 pracował jako instruktor objazdowy z ramienia Wydziału Ogólnego Głównej Kwatery Harcerzy (GKH). W 1925 otrzymał stopień harcmistrza (od 1922 był podharcmistrzem). Od 1931 do 1933 pełnił obowiązki wizytatora GKH dla Chorągwi Wileńskiej. Kierował Referatem Organizacyjnym komendy Warszawskiej Chorągwi Harcerzy (1926) oraz Wydziałem Organizacyjnym Mazowieckiej Chorągwi Harcerzy (1931–1933).
Od 1934 do 1936 był komendantem Hufca Harcerzy w Gdyni, od 1937 – zastępcą komendanta centralnego Harcerskiego Ośrodka Morskiego. Uczestniczył w Jamboree w Gödöllő w 1934 i w Vogelenzang w 1937. Po II wojnie światowej powrócił do działalności z ZHP w 1956. W 1967 został zastępcą hufcowego Hufca Harcerzy w Gdyni. W latach 1959–1964 był przewodniczącym Komisji Dyscyplinarnej Chorągwi Gdańskiej.

## Rodzina
Jego ojciec Mieczysław (1867–1956) był oficerem wojsk rosyjskich. Organizował polskie harcerstwo w Homlu w latach 1915–1916. Był komendantem  Hufca Męskiego w Wadowicach (1920–1921). siostra Maria Antonina, zam. Marcinkowska (1907–1996) była harcmistrzynią i komendantką V Hufca Żeńskiego w Warszawie (1929–1931). W 1935 poślubił Zofię z domu Anyż (1905–1989), również harcmistrzynię, komendantkę hufca w Gdyni w latach 1936–1939 i 1957–1958 oraz Morskiej Chorągwi Harcerek (1946–1948).

## Ważniejsze publikacje
- Metodyka prowadzenia wycieczek (1924)
- Przewodnik po porcie gdyńskim (1936)
- Latarnia morska w Rozewiu (1937)
- Gdynia – mały przewodnik ilustrowany (1956)

## Ordery i odznaczenia
- Krzyż Niepodległości (16 marca 1937)[2]
- Krzyż Kawalerski Orderu Odrodzenia Polski (1970)
- Krzyż Walecznych (1921 i 1946)
- Medal Pamiątkowy za Wojnę 1918–1921 (1928)
- Medal „Za udział w wojnie obronnej 1939” (1980)
- Krzyż „Za Zasługi dla ZHP” (1976)
- Złota Honorowa Odznaka PTTK
- Odznaka honorowa „Zasłużony Pracownik Morza”
- odznaka Związku Polaków w Niemczech Rodło (1938)
- Odznaka „Za zasługi dla Gdańska”
- Odznaka „Za zasługi dla Gdyni”

## Upamiętnienie
26 sierpnia 2009 imię Polkowskiego otrzymała ulica w Gdyni w dzielnicy Chwarzno-Wiczlino. 12 października 2017 na ścianie domu przy alei Marszałka Józefa Piłsudskiego 50 w Gdyni została odsłonięta tablica pamiątkowa ku czci Zofii i Bolesława Polkowskich.